# 北田親氏
北田 親氏（きただ ちかうじ、1860年9月13日〈安政7年7月28日〉 - 1936年〈昭和11年〉11月26日）は日本の政治家。岩手県盛岡市長。

## 来歴
陸奥国岩手郡盛岡に生まれる。巡査から警部を経て盛岡警察署長、岩手県勧業課長、下閉伊郡長を歴任した。1906年5月、盛岡市長に就任した。翌年11月に退任。退任後は三陸汽船常務取締役となった。1910年12月に盛岡市長に復帰した。再任後は中津川の護岸工事に着手し、洪水で流された橋の復旧に取り組んだ。2度目の市長は1928年までの18年にも及んだ。1936年死去。